# Jerada
Jerada è una città del Marocco, nella provincia omonima, nella regione Orientale.
La città è conosciuta anche come Jarādah, Jaradah e Jrada.